# شهرستان ژوولو
شهرستان ژوولو (به لاتین: Zhuolu County) یک شهرستان‌های جمهوری خلق چین در چین است که در جانگجیاکو واقع شده‌است.
 شهرستان ژوولو ۲٬۸۰۲ کیلومتر مربع مساحت و ۳۳۰٬۰۰۰ نفر جمعیت دارد.